# Physalaemus atim
Espèce
Physalaemus atim est une espèce d'amphibiens de la famille des Leptodactylidae.

## Répartition
Cette espèce est endémique du Goiás au Brésil. Elle se rencontre à Campo Limpo de Goiás et à Terezópolis de Goiás.

## Publication originale
- Brasileiro & Haddad, 2015 : A new species of Physalaemus from central Brazil (Anura: Leptodactylidae). Herpetologica, vol. 71, no 4, p. 280–288.